# Andrzej Nowakowski (trener)
Andrzej Nowakowski (ur. 6 sierpnia 1940 w Łodzi, zm. 5 sierpnia 2012) – polski koszykarz i trener koszykówki. M.in. trener kobiecych drużyn ŁKS Łódź, Wisły Kraków i CCC Polkowice. II trener reprezentacji Polski seniorek, z którą zdobył mistrzostwo Europy w 1999. Jako I trener zdobył mistrzostwo Polski z ŁKS (1995).

## Życiorys

### Zawodnik
Był uczniem I Liceum Ogólnokształcące im. Mikołaja Kopernika w Łodzi. Od 1955 Występował w ŁKS Łódź (pięć sezonów w ekstraklasie w latach 1957–1964), grał także w reprezentacji Polski juniorów. Jego karierę przerwała kontuzja. Ukończył studia na Akademii Wychowania Fizycznego w Warszawie.

### Trener klubowy
Od 1964 pracował w ŁKS jako trener, jeden ze współpracowników Józefa Żylińskiego. Początkowo prowadził rezerwy klubowe w klasie A i drużynę juniorek, a w latach 1971–1976 był asystentem Józefa Zylińskiego w I drużynie, która zdobyła trzy tytuły mistrzyń Polski (1972, 1973 i 1974) i dwa wicemistrzostwa (1975, 1976). Od 1976 pracował z młodzieżą, m.in. poprowadził drużynę kadetek Łodzi do zwycięstwa w Ogólnopolskiej Spartakiadzie Młodzieży (razem z Henrykiem Langerowiczem), był trenerem w Widzewie Łódź i Tęczy Łódź, którą wprowadził do II ligi w 1979. Od 1974 uczył wychowania fizycznego w III Liceum Ogólnokształcącym w Łodzi.
W sezonie 1991/1992 powrócił do ŁKS Łódź i został asystentem trenera Wiesława Wincka w drużynie seniorek. Następnie od listopada 1992 do 1996 był I trenerem łódzkiej drużyny. Zdobył z nią wówczas mistrzostwo Polski (1995), wicemistrzostwo (1996) i brązowy medal (1994). W sezonie 1996/1997 pracował w klubie jako trener-koordynator, a drużyna pod kierunkiem Mirosława Trześniewskiego sięgnęła po kolejny tytuł mistrzowski. W latach 1997–2001 trenował Wisłę Kraków, zdobywając z nią wicemistrzostwo Polski w 1999 i brązowy medal mistrzostw Polski w 1998 i 2001. W sezonie 2002/2003 powrócił do ŁKS i zdobył z klubem brązowy medal mistrzostw Polski. Po sezonie 2003/2004 odszedł z klubu i został trenerem CCC Polkowice. W 2005 i 2007 poprowadził CCC ten zespół do dwóch brązowych medali mistrzostw Polski. Z pracy w polkowickim klubie zrezygnował w grudniu 2007. Od sierpnia 2010 współpracował jako trener-koordynator z Basketem Aleksandrów Łódzki.

### Trener reprezentacji
Od 1992 pracował jako II trener reprezentacji Polski, kolejno z Tadeuszem Hucińskim (na mistrzostwach Europy w 1993), Tomaszem Herktem (na mistrzostwach Europy w 1999 zakończonych złotym medalem polskiej drużyny, 2001 i 2003 oraz Igrzyskach Olimpijskich w 2000) oraz Krzysztofa Koziorowicza (na mistrzostwach Europy w 2009). W 2001 samodzielnie prowadził polską drużynę na Igrzyskach Frankofońskich.

### Wyróżnienia
W 1999 został odznaczony Krzyżem Kawalerskim Orderu Odrodzenia Polski.